# MS Muikku
Le MS Muikku (ex-Aranda) est un ancien navire océanographique. L'université de l'Est de la Finlande de Joensuu était responsable de l'acquisition et de la maintenance du matériel de recherche du navire, de ses fonctions de laboratoire et de la coordination de son utilisation. L’équipement technique de pêche relevait de l’Institut finlandais de recherche sur la chasse et la pêche.

## Histoire
Le Muikku a rejoint la direction de Suomen Saaristokuljetus Oy en octobre 2017. La société a considérablement restauré et rénové le navire. Le navire continuera à opérer en tant que navire de croisière et hôtelier dans la région de la mer Baltique.

### Note et référence
1. ↑  (en) « Muikku », vesseltracker (consulté le 21 juillet 2019)

- (fi) Cet article est partiellement ou en totalité issu de l’article de Wikipédia en finnois intitulé « Tutkimusalus Muikku » (voir la liste des auteurs).